# بيرخامباخت
بيرخامباخت Bergambacht  هي مدينة وبلدية سابقة غرب هولندا، في مقاطعة جنوب هولندا. منذ 2015 أصبحت جزءاً من بلدية كرمبنيرفارد.

## طوبوغرافيا
خريطة طوبوغرافية هولندية لبلدية بيرخامباخت، 2013.

## أعلام
- فيم كوك